# 153. strelska divizija (ZSSR)
153. strelska divizija (izvirno rusko 153. стрелковая дивизия; kratica 153. SD) je bila strelska divizija Rdeče armade v času druge svetovne vojne.

## Zgodovina
Divizija je bila ustanovljena leta 1941 in septembra istega leta je bila preoblikovana v 3. gardno strelsko divizijo.
Ponovno je bila ustanovljena leta 1942 in bila 31. decembra 1942 preoblikovana v 57. gardno strelsko divizijo.